# Elecciones legislativas de Polonia de 1989

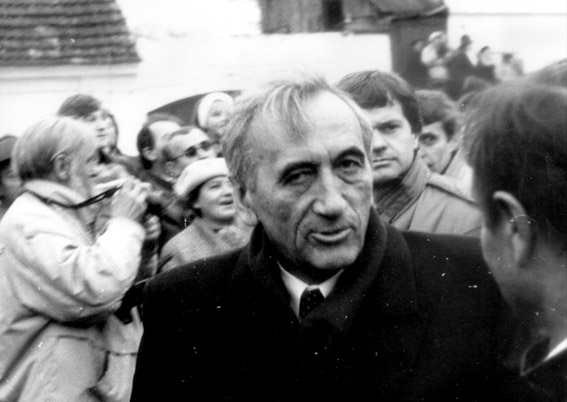
Tadeusz Mazowiecki - el primer ministro de Polonia desde 24 de agosto de 1989

Las Elecciones legislativas de Polonia de 1989 (en polaco: Wybory czerwcowe, «Elecciones de junio», o Wybory do Sejmu Kontraktowego) fueron las últimas elecciones celebradas en la República Popular de Polonia. Tuvieron lugar el 4 de junio (en primera vuelta) y el 18 de junio (en segunda vuelta). Estas elecciones fueron la consecuencia de los Acuerdos de la Mesa Redonda (en polaco: Rozmowy Okrągłego Stołu).
Sólo el 35% de los diputados del Sejm se decidieron en estas elecciones. Las elecciones al Senado fueron totalmente libres

## Resultados

### Sejm
|  | Partido                                                                | Escaños |
|  | ---------------------------------------------------------------------- | ------- |
|  | Partido Obrero Unificado Polaco (Polska Zjednoczona Partia Robotnicza) | 173     |
|  | Comité Ciudadano "Solidaridad" (Komitet Obywatelski "Solidarność")     | 161     |
|  | Partido Campesino Unificado (Zjednoczone Stronnictwo Ludowe)           | 76      |
|  | Partido Demócrata (Stronnictwo Demokratyczne)                          | 27      |
|  | Stowarzyszenie "Pax"                                                   | 10      |
|  | Unia Chrześcijańsko-Społeczna (UChS)                                   | 8       |
|  | Polski Związek Katolicko-Społeczny                                     | 5       |

### Senat
|  | Partido                        | Escaños |
|  | ------------------------------ | ------- |
|  | Comité Ciudadano "Solidaridad" | 99      |
|  | Candidaturas independientes    | 1       |

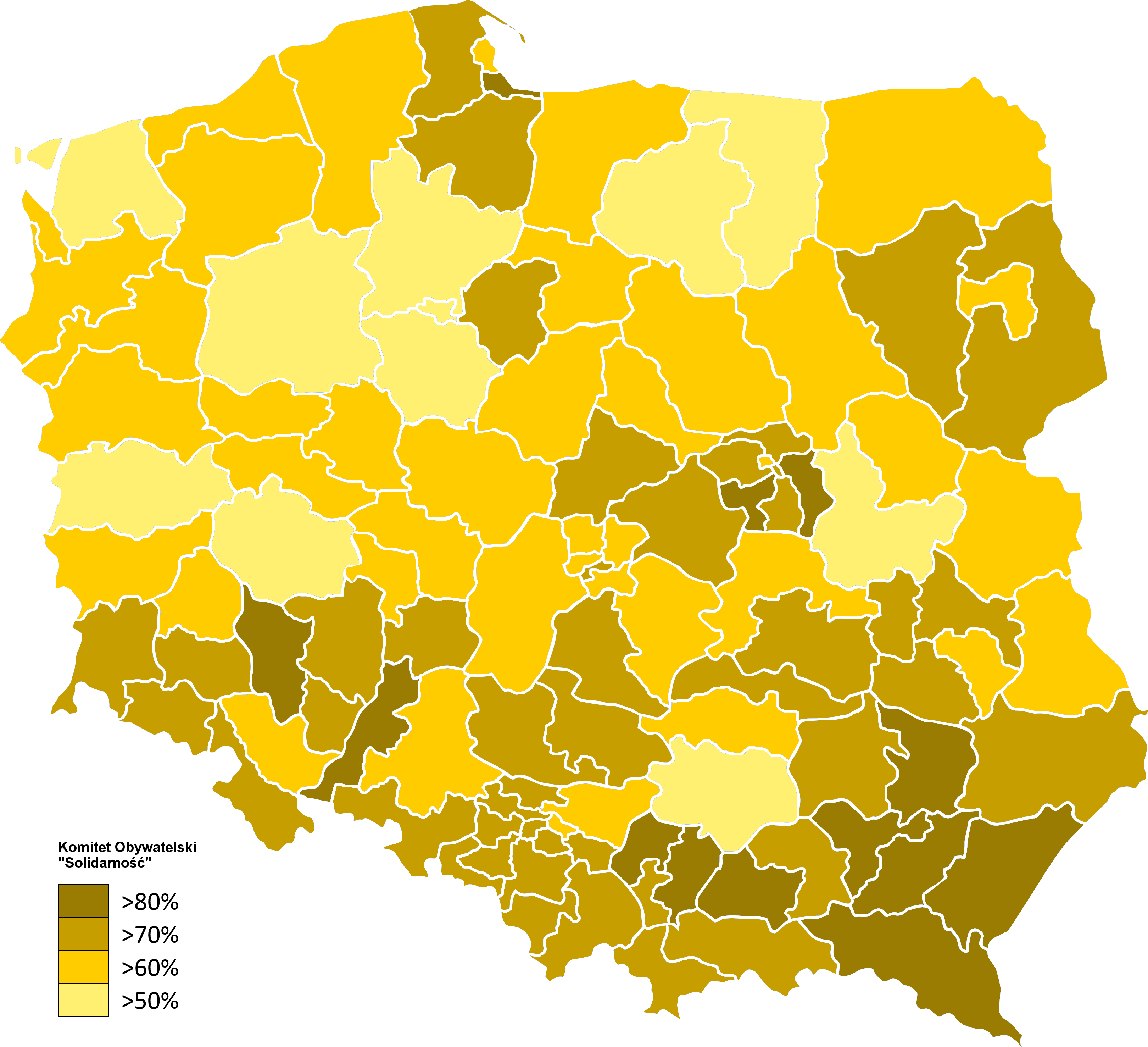
Votos ganados por Solidaridad por distrito electoral
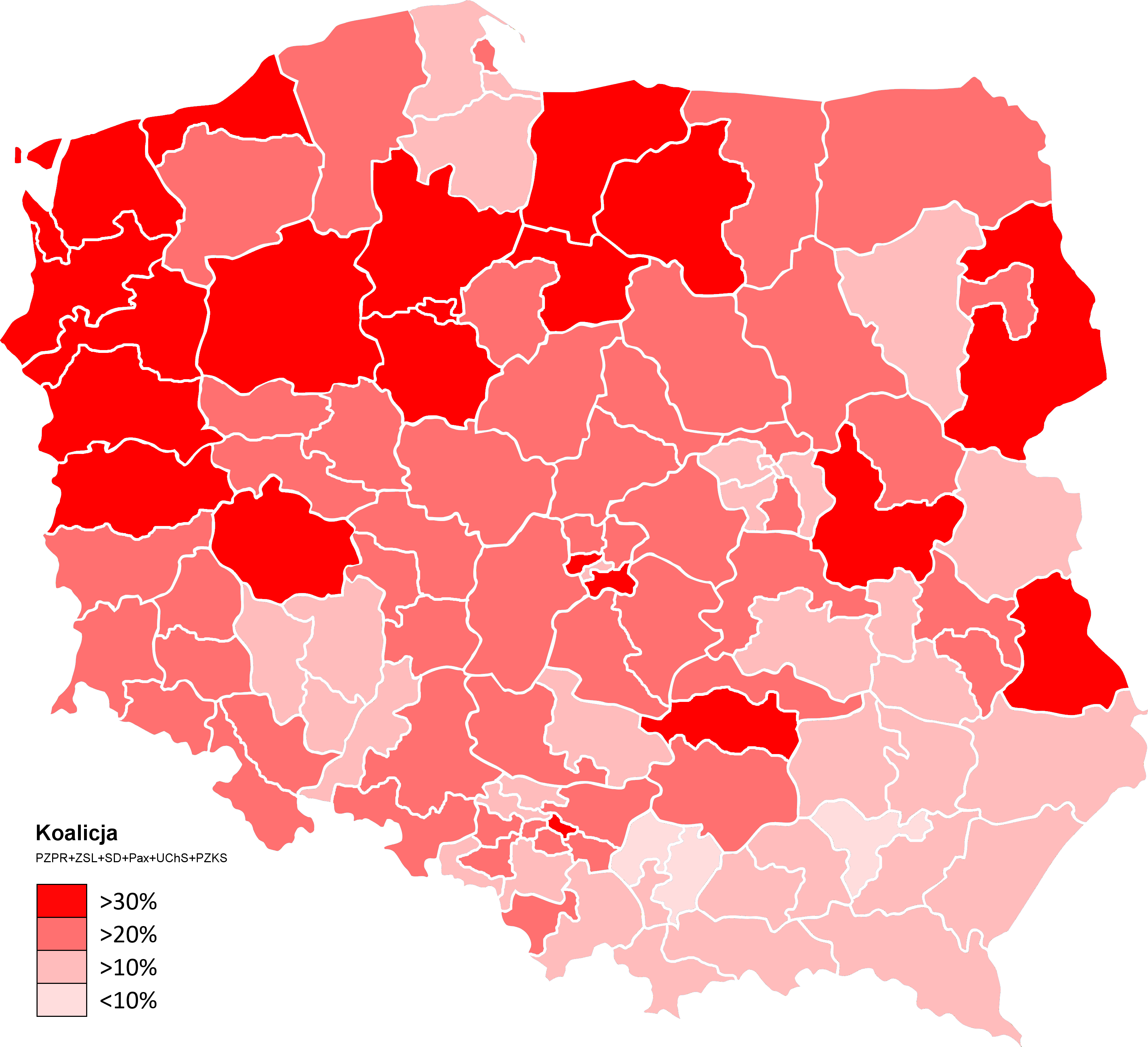
Votos ganados por la coalición oficialista por distrito electoral
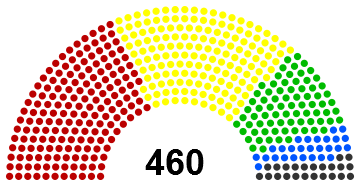
Distribución de escaños del Sejm
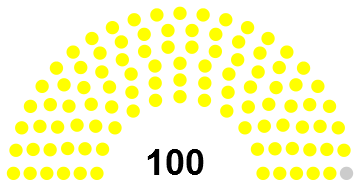
Distribución de escaños del Senado

## Consecuencias
Gracias a los buenos resultados obtenidos por los políticos asociados con Lech Wałęsa y "Solidarność", el nuevo primer ministro fue Tadeusz Mazowiecki. Su gobierno fue el primero no comunista en el Bloque del Este después de la Segunda Guerra Mundial. Un ministro en este gobierno fue Leszek Balcerowicz, creador del programa de transformación económica desde economía planificada hasta economía de mercado.